# Impact of a Legend
Impact of a Legend to minialbum amerykańskiego rapera Eazy'ego-E, wydany w 2002 roku, 7 lat po śmierci rapera. Album zdobył status złotej płyty.

## Lista Utworów
Opracowano na podstawie źródła.
| # | Tytuł            | Gościnnie                           | Sample | Czas |
| - | ---------------- | ----------------------------------- | --- | ---- |
| 1 | "Intro"          | Rhythm D, Steffon                   | | 1:06 |
| 2 | "Eazy 1, 2, 3"   | Phalos Mode, Loesta                 | - G'd Up" w wykonaniu Tha Eastsidaz | 4:01 |
| 3 | "Cock The 9"     | Phalos Mode, Loco S.A.B., The Genie | | 4:02 |
| 4 | "Switchez"       | Roc Slanga                          | - "More Bounce To The Ounce" w wykonaniu Zapp & Roger - "Tom's Diner" w wykonaniu Suzanne Vega - "Make The Music With Your Mouth Biz" w wykonaniu Biz Markieego | 4:29 |
| 5 | "The Rev (Skit)" |                                     | | 1:13 |
| 6 | "No More Tears"  | Sacraphyce, Phalos Mode, The Genie  | | 4:42 |
| 7 | "Ruthless Life"  | Loesta, Cashim                      | - "Jamaica Funk" w wykonaniu Toma Brownea | 4:51 |
| 8 | "Still Fuckem"   | The Genie, Paperboy, Phalos Mode    | | 4:25 |